# Ababil
Ne doit pas être confondu avec Ababil (mythologie).
L’Ababil (en persan : ابابیل) est un drone tactique multirôle monomoteur iranien fabriqué par Iran Aircraft Manufacturing Industrial Company (HESA). L'Ababil est disponible en deux familles différentes, l'Ababil-2 et l'Ababil-3, dont la première a un certain nombre de variantes. 
Le programme Ababil a été lancé pendant la guerre Iran-Irak. L'Ababil-2, développé dans les années 1990, a des capacités de surveillance rudimentaires et peut être utilisé comme une munition explosive/drone suicide, mais est principalement utilisé comme drone cible. 
L'Ababil-3, plus grand et plus performant, introduit dans les années 2000, a été conçu pour le renseignement, la surveillance et la reconnaissance et a amélioré les capacités de surveillance. Certains experts estiment que ce modèle est "un système assez rudimentaire, bon marché, simple et facile à utiliser".
Les Ababil-2 et Ababil-3 ont été largement exportés vers les gouvernements et les acteurs non étatiques au Moyen-Orient et ailleurs. L'Ababil a été notamment utilisé dans la guerre du Liban de 2006, la guerre en Irak et les guerres civiles soudanaises, syriennes, irakiennes et yéménites.

## Principales versions

### Ababil-2
L'ababil-2 est un drone de masse totale maximale de 80 kilos, d’une envergure de 3,25 mètres et d’un rayon d’action d'environ 120 km. Introduit en 1999, l'Ababil-2 (ou Abadil-II) dispose d'un système de contrôle de vol amélioré. 

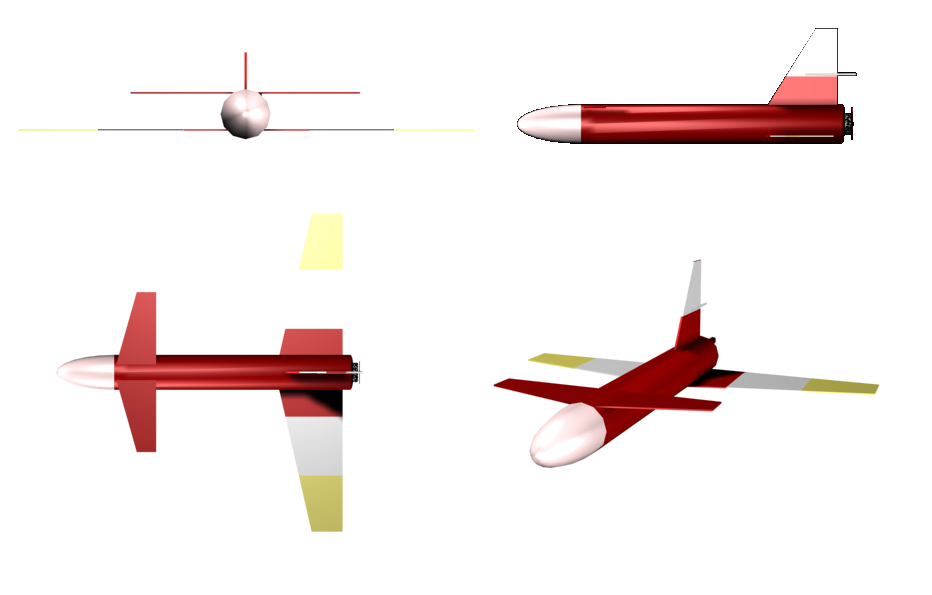
Dessin conceptuel de l'Ababil-2

### Ababil-3
L'Ababil-3 (ou Ababil-III) est une refonte complète de l'Ababil-2. Il dispose d'une capacité d'emport améliorée de meilleurs équipements de renseignement et d'une meilleure autonomie. Entré en production en 2008, il dispose d'une capacité de collecte de vidéo en temps réel.

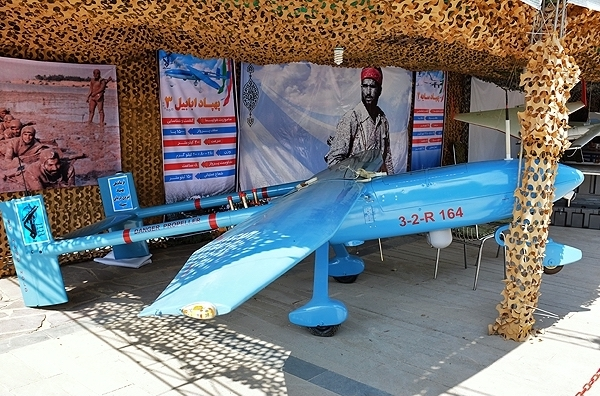
Un drone Ababil-3. Aile à mi-corps, des empennages doubles et une queue horizontale, l'Ababil-3 est très différent des autres Ababils

Son aspect est similaire au drone Sud-Africain Seeker de la société Denel Dynamics. Durant la phase initiale de sa production, il utilisait un moteur de la société allemande Limbach Flugmotoren.
L'analyse d'un Ababil-3 abattu sur un territoire contrôlé par l'État islamique en Irak, apparemment en raison d'une défaillance mécanique, révèle que le drone est construit en matériaux composites.
Il dispose d'une autonomie de 100 kilomètres et une vitesse maximale de 200 km/h. En 2014, l'Iran a annoncé qu'il avait développé des capacités de vision nocturne pour l'Ababil-3. En 2020, l'Iran annonce des versions armées du drone Ababil-3.